# Mala Pačetina
Mala Pačetina is een plaats in de gemeente Petrovsko in de Kroatische provincie Krapina-Zagorje. De plaats telt 118 inwoners (2001).